# Dominic L. Gorie
Dominic Lee Pudwill Gorie, född 2 maj 1957 i Lake Charles, Louisiana, är en amerikansk astronaut uttagen i astronautgrupp 15 den 9 december 1994.

## Rymdfärder
- Discovery - STS-91
- Endeavour - STS-99
- Endeavour - STS-108
- Endeavour - STS-123